# Rete 4
Rete 4 – włoska ogólna stacja telewizyjna.

## Osobistości związane z Rete 4
- Gerardo Greco dziennikarz, założyciel i redaktor naczelny wiadomości Rete 4 TG4
- Emanuela Folliero spiker - głos kanału od 1990 i prowadzący program Benessere - Il ritratto della salute
- Barbara Palombelli, prowadząca Sessione pomeridiana - Il tribunale di Forum
- Davide Mengacci, prowadzący Ricette all'italiana
- Tessa Gelisio, prowadząca Pianeta mare
- Giorgio Mastrota, prowadzący Mercato italiano
- Fabrizio Trecca, prowadzący Vivere meglio
- Edoardo Raspelli, prowadzący Melaverde
- Ellen Hidding, prowadząca Melaverde
- Gianluigi Nuzzi, prowadzący Quarto Grado
- Claudio Brachino, prowadzący Top secret

## Seriale
- Burza uczuć
- Columbo
- Diagnoza morderstwo
- Kojak
- Magnum (serial telewizyjny)
- Napisała: Morderstwo
- Żar młodości